# غاري غريمس
غاري غريمس (بالإنجليزية: Gary Grimes)‏ مواليد 2 يونيو 1955 في سان فرانسيسكو، هو ممثل أمريكي بدأ مسيرته الفنية سنة 1967.

## الأعمال
- صيف 42
- أبنائي الثلاثة (1970)

## روابط خارجية
- غاري غريمس على موقع IMDb (الإنجليزية)
- غاري غريمس على موقع تيرنر كلاسيك موفيز (الإنجليزية)
- غاري غريمس على موقع أول موفي (الإنجليزية)
- غاري غريمس على موقع قاعدة بيانات الأفلام السويدية (السويدية)
- غاري غريمس على موقع إن إن دي بي (الإنجليزية)
- غاري غريمس على موقع قاعدة بيانات الفيلم (الإنجليزية)
- غاري غريمس على موقع كينوبويسك (الروسية)